# Dan Berntsson
Dan Berntsson, född 7 juni 1951 i Långås i Morups församling utanför Falkenberg, är en svensk potatishandlare, konsult, författare, utbildare och föredragshållare. År 2014-2017 var han ledamot av Västra Gastronomiska Akademin.
Berntsson arbetar med att marknadsföra potatis. Berntsson tillträdde som ordförande i Potatishandlaras Riksförbund 2006 som sedan bildade branschorganisationen Svensk Potatis. Han har valts till[när?] styrelseledamot i Stiftelsen Potatisbranschen. Inspirationen till att öka utbudet av potatis fick Berntsson ursprungligen av Tore Wretman.
Berntsson har figurerat som expert i olika dagstidningar, veckotidningar, radio-program och TV-produktioner.[källa behövs] Han har även anlitats som föredragshållare och utbildare.[källa behövs] Berntsson har samarbetat med kända kockar såsom Leif Mannerström, Rikard Nilsson och Tina Nordström.[källa behövs]
Berntsson har tillsammans med fotografen Jan Dahlqvist skrivit boken Potatis, Fest & Fakta – störst, bäst, godast, som varit bästsäljande[källa behövs] och som vann en klass i Årets Svenska Måltidslitteratur, Måltidsakademien 2004 i Grythyttan, och gick till final i kokboks-VM samma år.[källa behövs] Han har tillsammans med Jan Dahlqvist deltagit i flera utställningar och andra tillställningar både i Sverige och andra länder.[källa behövs]

## Meriter
- Erhållit Västra Gastronomiska Akademins Pris 1997.[4]
- Samproducerat två veckors färskpotatismatlagning i TV4:s morgonprogram.[källa behövs]
- Ordförande i Potatishandlarnas Riksförbund sedan 2006-
- Styrelseledamot i Stiftelsen Potatisbranschen
- Ledamot i Potatisakademien 2009-2010
- 2011, medarbetare i den Peruanska potatisboken "La Ruta de la Papa"